# Ojo de Agua Centro
Ojo de Agua Centro es una localidad del estado mexicano de Chiapas. Es parte del municipio de Bejucal de Ocampo.

## Demografía
| Gráfica de evolución demográfica |
|                                  |

| Censo | Población |
| ----- | --------- |
| 1990  | 895       |
| 2000  | 855       |
| 2010  | 896       |
| 2020  | 802       |